# Deltaform Mountain
Deltaform Mountain är ett berg i Kanada.   Det ligger i provinserna Alberta och British Columbia, i den centrala delen av landet, 3 000 km väster om huvudstaden Ottawa. Toppen på Deltaform Mountain är 3 424 meter över havet, eller 925 meter över den omgivande terrängen. Bredden vid basen är 25,9 km. Deltaform Mountain ingår i Bow Range.
Terrängen runt Deltaform Mountain är huvudsakligen bergig, men söderut är den kuperad.Trakten runt Deltaform Mountain är nära nog obefolkad, med mindre än två invånare per kvadratkilometer.. Närmaste större samhälle är Lake Louise, 14,5 km norr om Deltaform Mountain. 
Trakten runt Deltaform Mountain består i huvudsak av gräsmarker.